# سامی دیویس (بازیکن فوتبال)
سامی دیویس (انگلیسی: Sammy Davis; ۲۵ مهٔ ۱۹۰۰ – ۱۹۸۸ (۸۷−۸۸ سال)) بازیکن فوتبال اهل بریتانیا بود.
از باشگاه‌هایی که در آن بازی کرده‌است می‌توان به باشگاه فوتبال استوک سیتی و باشگاه فوتبال ترانمره راورز اشاره کرد.